# Colton Parayko
Colton Parayko (Saint Albert, Alberta, 12 de mayo de 1993), apodado Parry o Gumby, es un jugador profesional canadiense de hockey sobre hielo que se desempeña en la posición de defensor derecho en St. Louis Blues, equipo de la National Hockey League (NHL).

## Carrera
Fue seleccionado en la tercera ronda en la NHL Entry Draft de 2012. En 2015 hizo su debut profesional con el equipo St. Louis Blues, donde lleva jugando nueve temporadas.